# كريس كوك (لاعب كرة قدم أمريكية)
كريس كوك (بالإنجليزية: Chris Cook)‏ هو لاعب كرة قدم أمريكية أمريكي، ولد في 15 فبراير 1987 في لينشبرغ في الولايات المتحدة.

## وصلات خارجية
- كريس كوك على موقع مرجع كرة القدم المحترفة.كوم (الإنجليزية)